# دیتاداگ
دیتاداگ (انگلیسی: Datadog) شرکت فناوری اطلاعات آمریکایی است، که در سال ۲۰۱۰ تأسیس شد.